# Austrofilius arnaudi
Austrofilius arnaudi is een pissebed uit de familie Janiridae. De wetenschappelijke naam van de soort is voor het eerst geldig gepubliceerd in 1980 door Kussakin & Vasina.